# Вакардо (Пескара)
Вакардо (итал. Vaccardo) је насеље у Италији у округу Пескара, региону Абруцо.
Према процени из 2011. у насељу је живело 41 становника. Насеље се налази на надморској висини од 262 м.